# Claire Drainie
Claire Drainie (11 de septiembre de 1917-18 de noviembre de 2009) fue una actriz y escritora canadiense, que trabajó para diferentes producciones televisivas y radiofónicas de la CBC Radio entre las décadas de 1930 y 1960.

## Biografía
Nacida en Swift Current, Saskatchewan, su verdadero nombre era Claire Wodlinger. Estuvo brevemente casada con Jack Murray cuando era adolescente, mudándose con él a la Isla de Vancouver antes de divorciarse a los 21 años de edad. Posteriormente conoció y se casó con el actor John Drainie, con quien tuvo seis hijos, entre ellos la periodista Bronwyn Drainie.
Para la CBC actuó en diferentes producciones radiofónicas y televisivas, como Jake and the Kid, John and Judy y Barney Boomer. También escribió guiones radiofónicos como los de Santa Had a Black, Black Beard y Flow Gently Sweet Limbo.
Tras fallecer John Drainie en 1966, ella volvió a casarse en 1968. Su marido fue el productor teatral Nat Taylor, que murió en el año 2004.
Claire Drainie escribió una autobiografía, The Surprise of My Life, en 1998. Ese mismo año creó el Premio Drainie-Taylor Biography, un galardón literario otorgado por el Writers' Trust of Canada a la mejor biografía del año escrita en Canadá La artista falleció en Toronto, Canadá, en el año 2009. 